# Vers l'immortalité
Vers l'immortalité est un film muet français réalisé par Jean Durand et sorti en 1911.

## Fiche technique
- Réalisation et scénario : Jean Durand
- Société de production : Société des Établissements L. Gaumont
- Pays : France
- Format : Muet - Noir et blanc - 1,33:1 - 35 mm
- Métrage : 113 m
- Durée : 6 minutes
- Date de sortie : 
  -  France - 1911

## Distribution
- Gaston Modot